# Tramwaje w Shenyangu
Tramwaje w Shenyangu − zlikwidowany system komunikacji tramwajowej w chinach mieście Shenyang.

## Historia
Pierwsze tramwaje w Shenyang uruchomiono w 1907, były to tramwaje konne. Tramwaje elektryczne w mieście uruchomiono w październiku 1925. W 1937 sieć tramwajowa liczyła 12 km tras po których jeździło 21 tramwajów. System zlikwidowano w 1973. 